# Volvo Amazon
Volvo Amazon – samochód osobowy szwedzkiej marki Volvo wprowadzony na rynek w roku 1957; była to limuzyna dla średnio zamożnej rodziny. Model Amazon, określany później jako seria 120 produkowano w różnych wersjach do roku 1970. Łącznie powstało 667 323 egzemplarzy (234 209 sedanów, 359 917 coupe oraz 73 196 kombi), z tego 60% trafiło na eksport. Nazwa oznaczała w języku angielskim amazonkę - kobietę-wojownika z mitologii greckiej.

## Opis techniczny samochoduAmazon

### Nadwozie
Nadwozie czterodrzwiowy sedan, dwudrzwiowe coupe oraz pięciodrzwiowe kombi samonośne z blachy stalowej z gruntownym zabezpieczeniem antykorozyjnym. Od 1961 nowa instalacja elektryczna o napięciu znamionowym 12 V. Limuzyna: długość 4400 mm, szerokość 1620 mm, wysokość 1505 mm.

### Podwozie
Oś przednia: niezależne zawieszenie na wahaczach trójkątnych i sprężynach śrubowych. Oś tylna sztywna, silnik z przodu ustawiony w osi pojazdu, napęd na koła tylne.

### Silnik
Kolejne wersje samochodu oznaczano B 16, B 18, B 20, liczby oznaczają zaokrągloną pojemność skokową (rozpoczynają się od 1580 cm3) silnika krótkoskokowego czterocylindrowego, rzędowego, górnozaworowego, chłodzonego wodą. Jeden lub dwa gaźniki. Zwiększenie pojemności skokowej kolejnych wersji silnika uzyskana przez zwiększanie skoku tłoka, zachowując nominalną średnicę cylindra (80 mm) we wszystkich wersjach.

### Układ napędowy
Skrzynia biegów początkowo 3-biegowa, następnie 4-biegowa, na życzenie z nadbiegiem albo automatyczna. Przekładnia główna zależnie od wersji 4,1:1 albo 4,56:1.

## Galeria

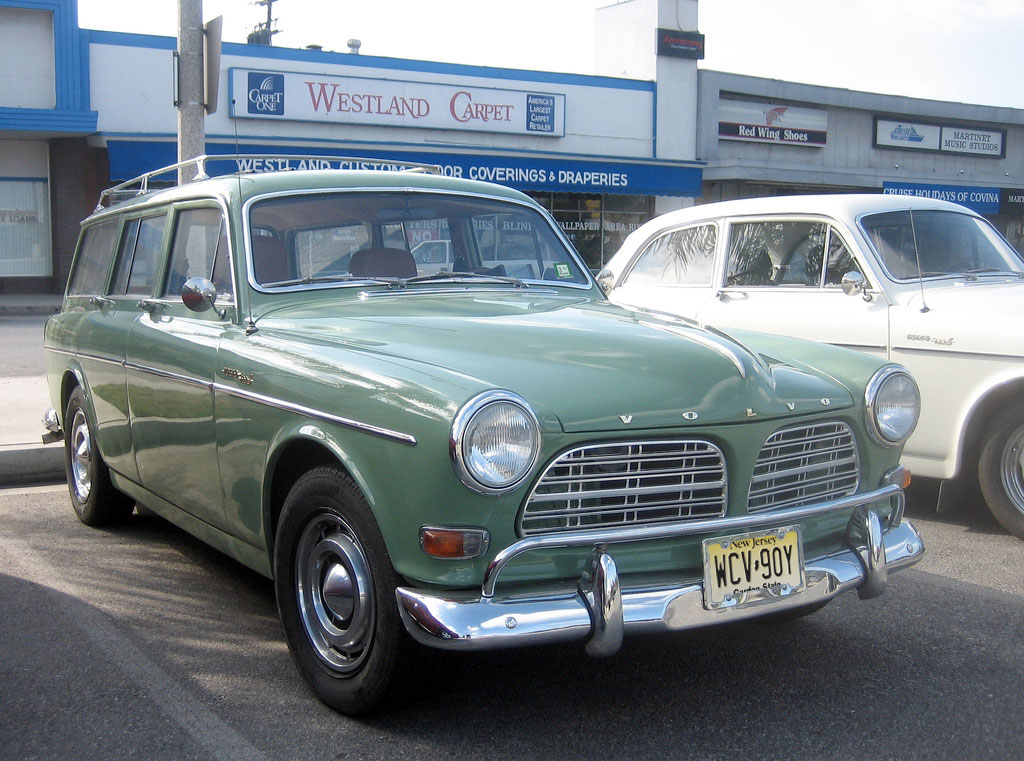
'66 Amazon kombi
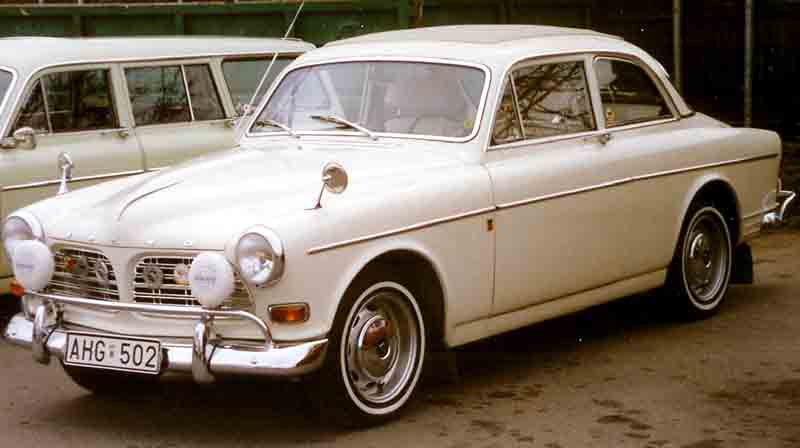
'67 Amazon sedan
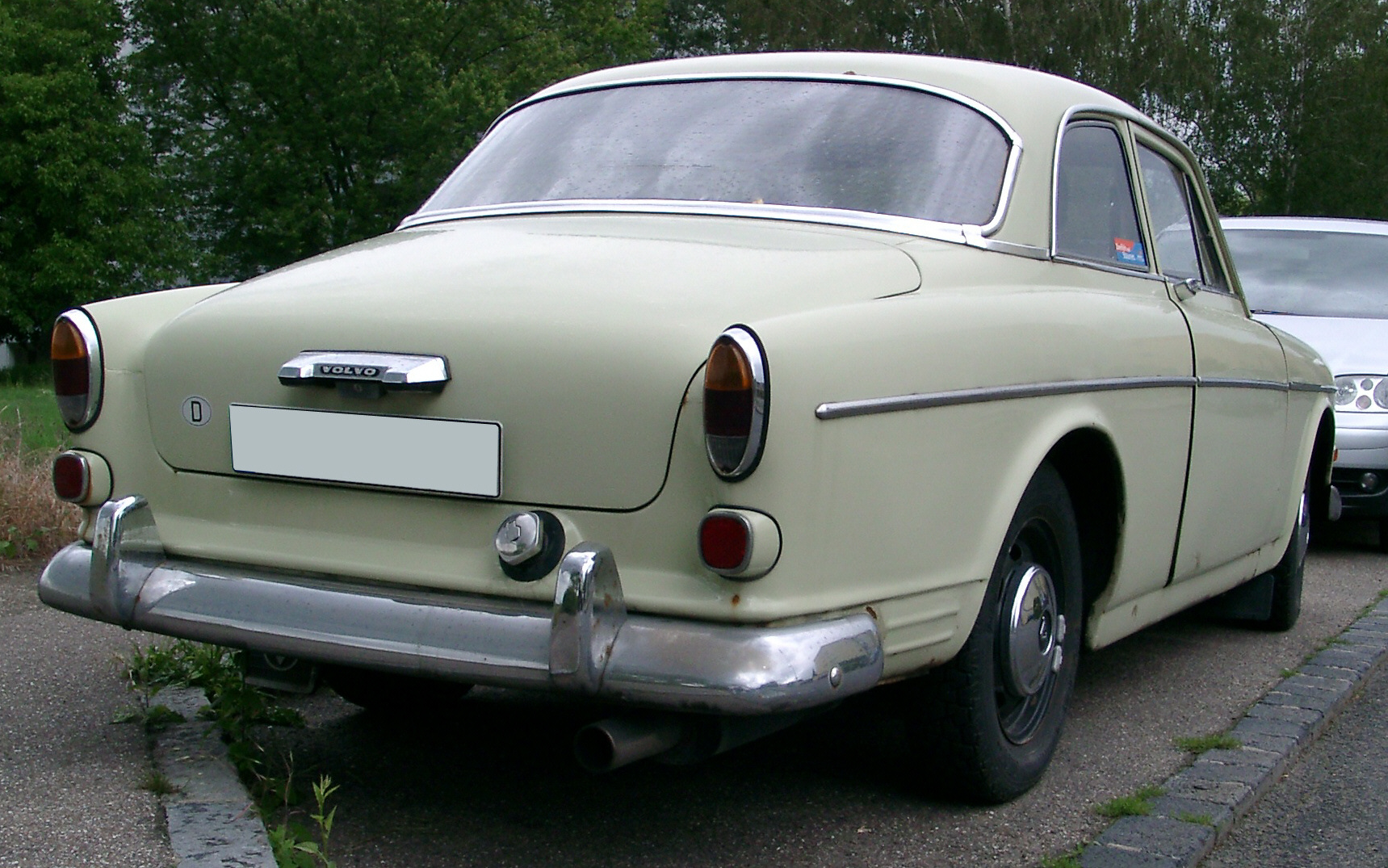
Volvo 121 coupe - tył nadwozia
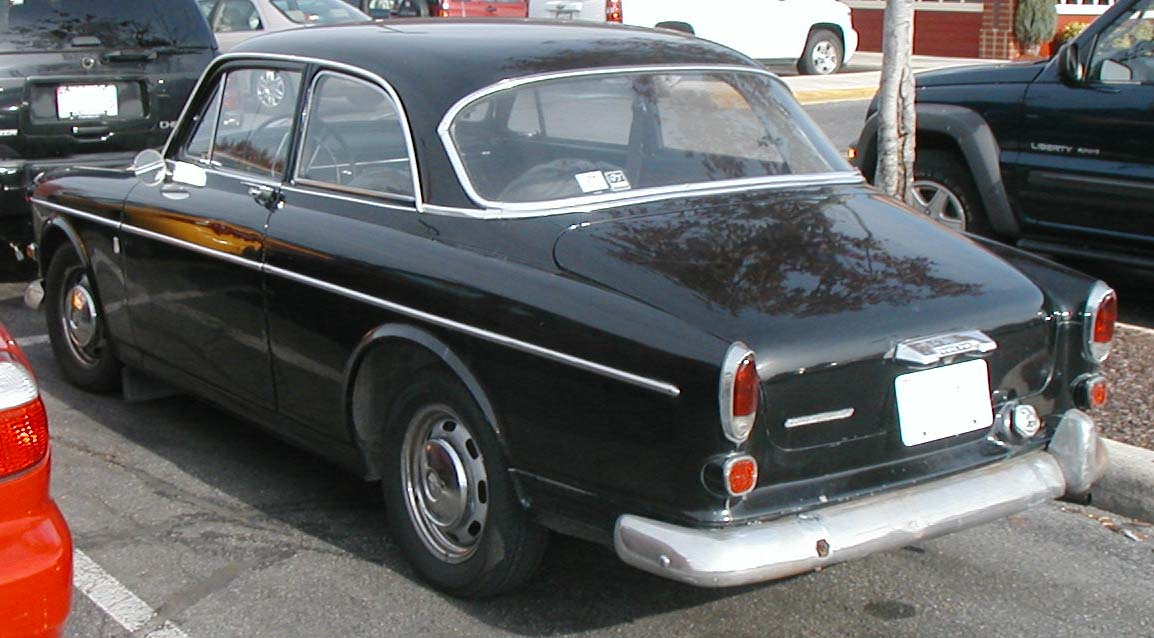
Volvo 122 coupe - tył nadwozia
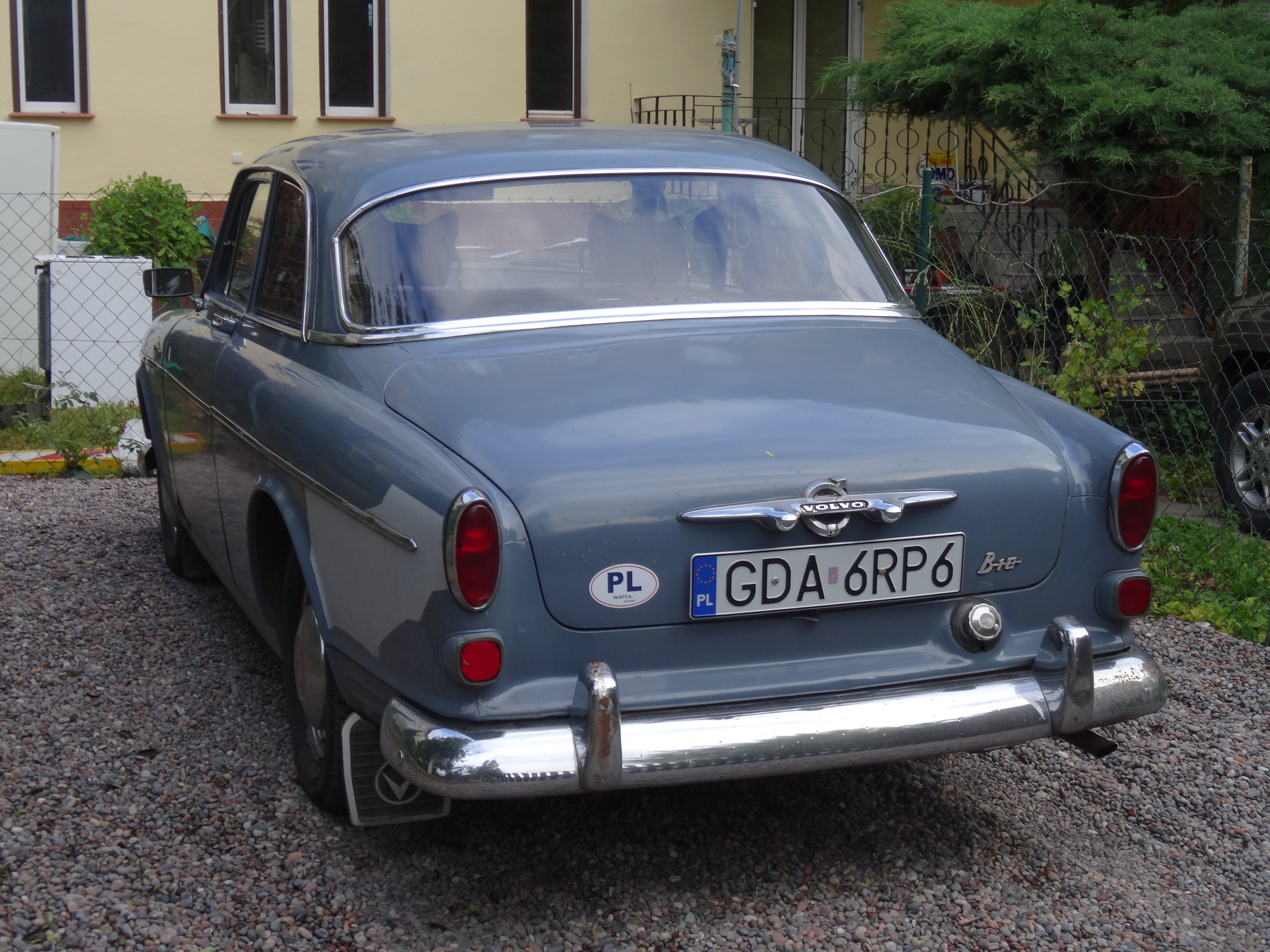
Volvo Amazon P121 B18 coupe - tył